# Theridion pandani
Theridion pandani là một loài nhện trong họ Theridiidae.
Loài này thuộc chi Theridion. Theridion pandani được Eugène Simon miêu tả năm 1895.